# 哈伊哈
50°56′52″N 32°37′48″E / 50.94778°N 32.63000°E
哈伊哈（烏克蘭語：Хаїха），是烏克蘭北部的村莊，隸屬切爾尼希夫州的普里盧基區。該村始建於1500年，面積0.2平方公里，海拔高度140米，2001年人口27，人口密度每平方公里133.7人。